# 화학 라이브러리
화학 라이브러리(영어: chemical library) 또는 화합물 라이브러리(영어: compound library)는 일반적으로 고속대량 스크리닝 또는 산업 제조에 궁극적으로 사용되는 저장된 화학 물질의 모음이다. 화학 라이브러리는 일련의 저장된 화학 물질로 구성된 간단한 용어로 구성될 수 있다. 각 화학 물질에는 화합물의 화학 구조, 순도, 양 및 물리화학적 특성과 같은 정보와 함께 일종의 데이터베이스에 저장된 관련 정보가 있다.

## 같이 보기
- 고속대량 스크리닝

## 더 읽을거리
- Ian Yates. Compound Management comes of age. Drug Discovery World Spring 2003 p35-43 보관됨 2007-09-29 - 웨이백 머신
- Archer JR. History, evolution, and trends in compound management for high-throughput screening. Assay Drug Dev Technol. 2004 Dec;2(6):675-81
- Casey R. Designing Chemical Compound Libraries for Drug Discovery. Business Intelligence Network December 1, 2005.
- GLARE - A free open source software for combinatorial library design.
- Some examples of Chemical libraries for Drug Discovery